# Кишемський канал
Кишемський канал — канал у Кирилівському районі Вологодської області Росії, є частиною Північно-Двінської водної системи, що з'єднує Кишемське озеро з річкою Ітклою, пам'ятник гідротехнічного мистецтва XIX століття. Кишемський канал проходить територією національного парку «Російська Північ».
На Кишемському каналі в 1916 році споруджено шлюз № 4, який не торкнулася реконструкції 1957 року, і споруда збереглася в первозданному вигляді.